# Кондратенко, Михаил Егорович
Михаи́л Его́рович Кондрате́нко (22 ноября 1943, Иркутская область — 18 марта 2000, Севастополь) — советский и украинский актёр и режиссёр, директор Севастопольского русского драматического театра, народный артист Украины (1995).

## Биография
Родился 22 ноября 1943 года в городе Иркутске. В Краснодаре окончил музыкальное училище по классу скрипки и театральную студию, а в 1969 году — ГИТИС (все дипломы с отличием). В 1960-е годы актёр Краснодарского театра драмы имени Горького. После этого — актёр Севастопольского русского драматического театра, с 1993 по 2000 годы его директор, также режиссёр и театральный художник. Работал с режиссёрами В.И. Ясногородским, Б.И. Ступиным, А.Д. Смеляковым, В.В. Норенко, В.С. Петровым, М.С. Серебро, В.В. Магаром и другими.
В 1999 году награждён Почётной грамотой Кабинета Министров Украины.
Умер 18 марта 2000 года в Севастополе. Похоронен на кладбище Кальфа.

Могила Кондратенко на кладбище «Кальфа» в Севастополе.

## Роли
Фильмы
1988 - Проводим эксперимент (фильм-спектакль) Игнатов, Парторг
Спектакли
- Николай II в спектакле «Заговор императрицы» А. Толстого
- Виктор Лесиков в «Ситуации» В. Розова
- Бриндсли в «Тёмной истории» П. Шеффера
- Борис в «Верните бабушку» Мхитаряна
- Шиндин в «Мы, нижеподписавшихся» А. Гельмана
- Леонид в «Ретро» А. Галина
- князь Мышкин в «Идиоте» Ф. Достоевского
- профессор Преображенский в «Собачьем сердце» М. Булгакова
- Александр в «Это настоящий скандал
- Ангел мой И. Жамиака
- Раздорский в «Чешском фото» А. Галина

## Режиссёрские постановки
- «Золушка» Габбе
- «Вечер» А. Дударева
- «Адмирал Колчак» В. Фроловой и М. Кондратенко (он был соавтором пьесы)
- «Иллюзия обмана» М. Рязанова
- «Бремя вины» Р. Харриса
- «Королевский квартет» М. Семёнова.